# Anabel Medina Garrigues
Anabel Medina Garrigues (n. 31 iulie 1982, Valencia, Comunitatea Valenciană, Spania) este o jucătoare profesionistă de tenis de origine spaniolă.